# Adolf I. von Dassel
Adolf I. von Dassel (* vor 1180; † 1224) war Graf von Dassel und Ratzeburg sowie Marschall von Westfalen.

## Leben
Er war der zweite Sohn des Grafen Ludolf I. von Dassel. Adolfs älterer Bruder Ludolf II. von Dassel beerbte den Vater als Regent der Grafschaft Dassel, und Adolf verbrachte den Großteil seines Lebens auf Kriegszügen.
Nach dem Sturz des sächsischen Herzogs Heinrich des Löwen im Jahre 1180 wurde Adolf als Lehnsmann des Kölner Erzbischofs und nunmehrigen Herzogs von Westfalen, Philipp I. von Heinsberg, der erste Marschall von Westfalen. Als Heinrich der Löwe 1189 wieder eine wachsende Anhängerschaft fand, darunter auch Graf Bernhard II. von Ratzeburg, konnte Adolf von Dassel, der während der Abwesenheit seines Cousins Adolf III. von Schauenburg und Holstein dessen Land verwaltete, nur die Stadt Lübeck und die Burg Segeberg halten. Als Heinrich der Löwe sich Lübeck näherte, öffneten ihm die Bürger, gewarnt durch das Schicksal Bardowicks, kampflos die Tore, nachdem Adolf von Dassel mit seinen Mannen, der Mutter und der Frau Graf Adolfs III. freier Abzug zugesichert worden war. Die im Frühjahr 1190 in Holstein wieder ausbrechenden Kämpfe verliefen für die Welfen ungünstig. Ein Heer unter der Führung der Grafen Bernhard II. von Ratzeburg, Helmold von Schwerin und des welfischen Truchsessen Jordan von Blankenburg wurde von Adolf von Dassel geschlagen.
Nach der Doppelkönigswahl von 1198 stand Adolf zunächst auf Seiten des staufischen Königs Philipp von Schwaben, wechselte aber um 1204 auf die welfische Seite und galt danach als treuer Anhänger Ottos IV. Er war der letzte seiner Familie in Königsnähe.
Um 1200 heiratete er Adelheid von Wassel, Gräfin von Ratzeburg, deren erster Ehemann, Bernhard II. von Ratzeburg, 1198 gestorben war. Das Paar hatte folgende Kinder:
- Graf Ludolf IV. von Dassel und Nienover († 1223)
- Adolf III. von Dassel († 1244) ⚭ Elisabeth von Lobdeburg
- Berthold I., Domherr in Hildesheim († 1268)
- Adelheid (* 1224; † 14. September 1262/63)[3] ⚭ Johann Jacobsen Galen - 1240[4] und ⚭ 2.) Ludwig, Graf von Ravensberg

Da Bernhard III. von Ratzeburg seinen Vater nur um ein Jahr überlebt hatte und bereits vor der Eheschließung seiner Mutter mit Adolf von Dassel gestorben war, erbte Adolf durch seine Ehe mit Adelheid Teile des Wasselschen Besitzes nördlich von Hildesheim und erlangte, auch durch die Fürsprache von Adolf von Schauenburg, die Belehnung mit der Grafschaft Ratzeburg durch Herzog Bernhard von Sachsen. Er verlor diese aber schon im Mai 1200 (oder 1201) nach der verlorenen Schlacht bei Waschow an den dänischen König Knut VI. und musste fliehen.
Ab 1204 war Adolf ein Gefolgsmann des welfischen Königs Otto IV., an dessen Italienfeldzug im Jahre 1209 er teilnahm. Später nahm er am Kreuzzug von Damiette und danach an der Seite von Albert von Buxthoeven an dessen Kampf um Livland teil, bevor er endlich zum Stammsitz zurückkehrte und wenige Jahre später verstarb.

## Belletristik
Carl Gottlob Cramer: Adolph der Kühne, Raugraf von Dassel, Weißenfels 1792. Dieser in Dialogform geschriebene Ritterroman der Goethezeit kam bei der Leserschaft so gut an, dass es zwischen 1792 und 1840 zu fünf Auflagen und zwei Theaterstücken kam. Das Werk wurde 1979 nachgedruckt vom Verlag Olms, Hildesheim. 